# Gnophos pulchraria
Gnophos pulchraria är en fjärilsart som beskrevs av Nitsche. Gnophos pulchraria ingår i släktet Gnophos och familjen mätare. Inga underarter finns listade i Catalogue of Life.